# Chakvi
Chakvi (em georgiano:  ჩაქვი) é uma cidade turística da Geórgia, que faz parte do Distrito de Kobuleti, e localiza-se a beira do Mar Negro.